# Жданов, Игорь Николаевич (поэт)
И́горь Никола́евич Жда́нов (14 августа 1937, Нагорное — 15 декабря 2005, Загорянский) — русский поэт, прозаик, переводчик.

## Биография
Родился 14 августа 1937 года в семье кадрового офицера РККА, воспитывался у бабушки и дедушки в селе Нагорное Рязанской области. В первые дни войны отец будущего поэта, Николай Яковлевич Жданов, пропал без вести во время Белостокско-Минского сражения. В 9 лет Игорь Жданов стал воспитанником Нахимовского военно-морского училища (Ленинград).
В 1955 году поступил в Литературный институт имени А. М. Горького на отделение поэзии (семинар А. А. Коваленкова). В 1962 годе проходил службу в армии на острове Кумбыш (Архангельская область), затем в городе Северодвинск.
После окончания института работал в редакции издательства Советский писатель в отделе русской советской прозы. Член СП СССР с 1965 года, беспартийный.
В качестве старшего редактора отдела русской и советской прозы Игорь Жданов четверть века корпел над рукописями именитых и третьестепенных прозаиков. Как беспартийному ему поручались самые трудные рукописи. Его принципиальность и неприемлемость издательской политики, стремящейся «держать и не пущать» талантливых и смело думающих авторов, тормозила выход его собственных книг. Вопреки всему, с молодыми авторами он работал очень бережно, помог стать настоящими литераторами очень многим весьма известным сегодня прозаикам и поэтам.
С директором издательства Н. В. Лесючевским отношения были очень натянутыми: Жданов публично обвинил его в доносительстве на талантливых русских поэтов Бориса Корнилова, Николая Заболоцкого и других, на стихи которых в 1937—1938 гг. Лесючевский написал нужные следствию литзаключения, приведшие к расстрелам и большим срокам заключения этих поэтов. В 1984 году, уже при другом директоре, В. Ерёменко, за редактирование и протекцию книги владимирского прозаика В. Краковского «День творения», а также за пропуск запятой в цитате из сочинений В. И. Ленина в книге «Если память мне не изменяет» юмориста Г. Рыклина и регулярное нарушение трудовой дисциплины поэт был переведён в младшие редакторы с понижением оклада, позднее в литературные консультанты.
С 1984 года Жданов ушёл из официальной литературы и с тех пор, за исключением редких публикаций, не издавался. С начала 1980-х он поселился в доме своего деда в посёлке Загорянский, где и умер 15 декабря 2005 года от сердечного приступа. Похоронен на Жегаловском кладбище (ныне микрорайон города Щёлково).
В 2007 году посмертно награждён золотой медалью имени К. Симонова.

## Семья
Первая жена (1957—1983) — однокурсница Галина Владимировна Лебедева, впоследствии известная детская писательница. Дети — Мария (1960), Екатерина (1965).
Вторая жена (1984—1992) — преподавательница иностранных языков в МГИК Тамара Сергеевна Соколова.
В 1992 году вернулся к первой жене.

### Поэзия
- Дорога к солнцу: Стихи. — М.: Сов. писатель, 1960. — 76 с.
- Напутствие: Стихи. — М.: Сов. писатель, 1965. — 110 с.
- Граница света: Стихи. — М.: Воениздат, 1967. — 150 с.
- Голубиная почта: Стихи. — М.: Сов. писатель, 1971. — 135 с.
- Двойной обгон: Стихи. — М.: Сов. писатель, 1978. — 94 с.
- Голубиная почта: Стихи. — М.: Сов. писатель, 1981. — 175 с.
- Разомкнутый круг: Стихи. — М.: Сов. писатель, 1984. — 176 с.
- Застава: Стихи / [Худож. Т. Ф. Елагина]. — М.: Воениздат, 1988. — 111 с.
- 2008 — «Всё живое».

### Проза
- Взморье: Повесть и рассказы / [Ил.: В. И. Умнов]. — М.: Сов. писатель, 1963. — 241 с.
- Взморье: Повесть / [Ил.: Л. Бирюков]. — М.: Дет. лит., 1969. — 127 с.
- Ночь караула: Повести. — М.: Современник, 1978. — 269 с.
- Ночь караула: Повести. Рассказы. — М.: Сов. писатель, 1989. — 350, [1] с.

Известные песни Александра Андреевича Дулова «Дымный чай», «Тайга» — гимны геологов, написаны на стихи Игоря Жданова.